# Подбереззя (Локнянський район)
Подбереззя (рос. Подберезье) — село в Локнянському районі Псковської області Російської Федерації.
Населення становить 493 особи. Входить до складу муніципального утворення Подберезинская волость.

## Історія
Від 2015 року входить до складу муніципального утворення Подберезинская волость.

## Населення
| 2001 | 2002 | 2010 |
| ---- | ---- | ---- |
| 745  | ↘646 | ↘493 |